# Bažantnice u Loukova
Přírodní rezervace Bažantnice u Loukova byla vyhlášena roku 2000 a nachází se u obce Loukov. Důvodem ochrany jsou lesní společenstva s pestrými rostlinnými a živočišnými společenstvy, prameništi a lesním rybníčkem. Jedná se o  lesní společenstvo, které má polopřirozený charakter. Dominuje zde dub letní se stářím 80–200 let, jež roste na hlinité půdě, původně hojně podmáčené.
Rezervace se nachází na pravém břehu Jizery mezi Loukovem a Svijany. Jedná se o prostor smíšeného listnatého lesa o celkové rozloze 7,17 ha a ochranném pásmu 2,04 ha. K lesu přiléhá budova kulturní památky loveckého zámečku Bažantnice a ovocné sady. 
Rezervací prochází naučná stezka o délce 930 m, která seznamuje návštěvníky s faunou a flórou rezervace. Je zde též altánek a lavičky.

## Historie
Zámeček stojí na místě původně renesanční stavby ze dřeva, kterou nechal postavit Jaroslav z Vartenberka v roce 1578 pro potřeby honitby. Rozšířen byl v roce 1761 poté, co přešel do správy Valdštejnů. V 19. století tamní panství získal rod Rohanů, za jejichž správy zámeček v roce 1836 vyhořel a byl obnoven ve stávající klasicistní podobě. Po pozemkové reformě byl od dvacátých let 20. století v rukou soukromých majitelů, kterým byl v roce 1948 znárodněn. Po sametové revoluci byl celý areál restituován. Následně budova chátrala. Revitalizace zámečku i přilehlého areálu začala v roce 2015.

## Přírodní poměry
Při inventarizačních průzkumech v roce 2015 zde bylo nalezeno přibližně 103 cévnatých rostlin vázanými na eutotrofní, mezofilní a hygrofilní stanoviště. Z nalezených druhů je pouze jeden mezi druhy chráněné dle vyhlášky č. 395/1992 Sb. Jedná se o áron plamatý  kterého zde bylo nalezeno až tisíce rostlin a jedná se o jeho jedinou lokalitu v Českém ráji. Z červeného seznamu ČR bylo v přírodní rezervaci nalezeno 6 rostlin – jilm vaz, jilm habrolistý, bradáček vejčitý, violka divotvorná a jeden exemplář hlístníku hnízdáku.
Co se týče lesního porostu jedná se z 99 % o vlhké dubohabřiny. Stromové patro je výrazně rozdílné co se týče šířky i výšky. V historii byl les pravděpodobně obhospodařován jako pařezina. Tvořen je zejména dubem letním a je zde i mnoho exemplářů jasanu ztepilého, habru obecného, javoru klenu, lípy srdčité apod. Keřové patro je zastoupeno bezem černým, lískou obecnou, hlohy a střemchou obecnou. Bylinné patro je spíše chudšího charakteru. Jedná se o bršlici kozí nohu, vraní oko čtyřlisté, bažanku vytrvalou, sasanku hajní a další.
Z obojživelníků žijí v rezervaci skokan hnědý, z plazů užovka obojková, ze savců pak například kuna lesní, srnec obecný a liška obecná. Ornitologický průzkum hnízdění v roce 2000 zjistil 30 druhů pěvců, z toho 17 jich v oblasti hnízdí. Průzkum odhalil i sedm druhů nepěvců (strakapoud velký, holub hřivnáč, krahujec obecný, žluna zelená ad.).

## Galerie

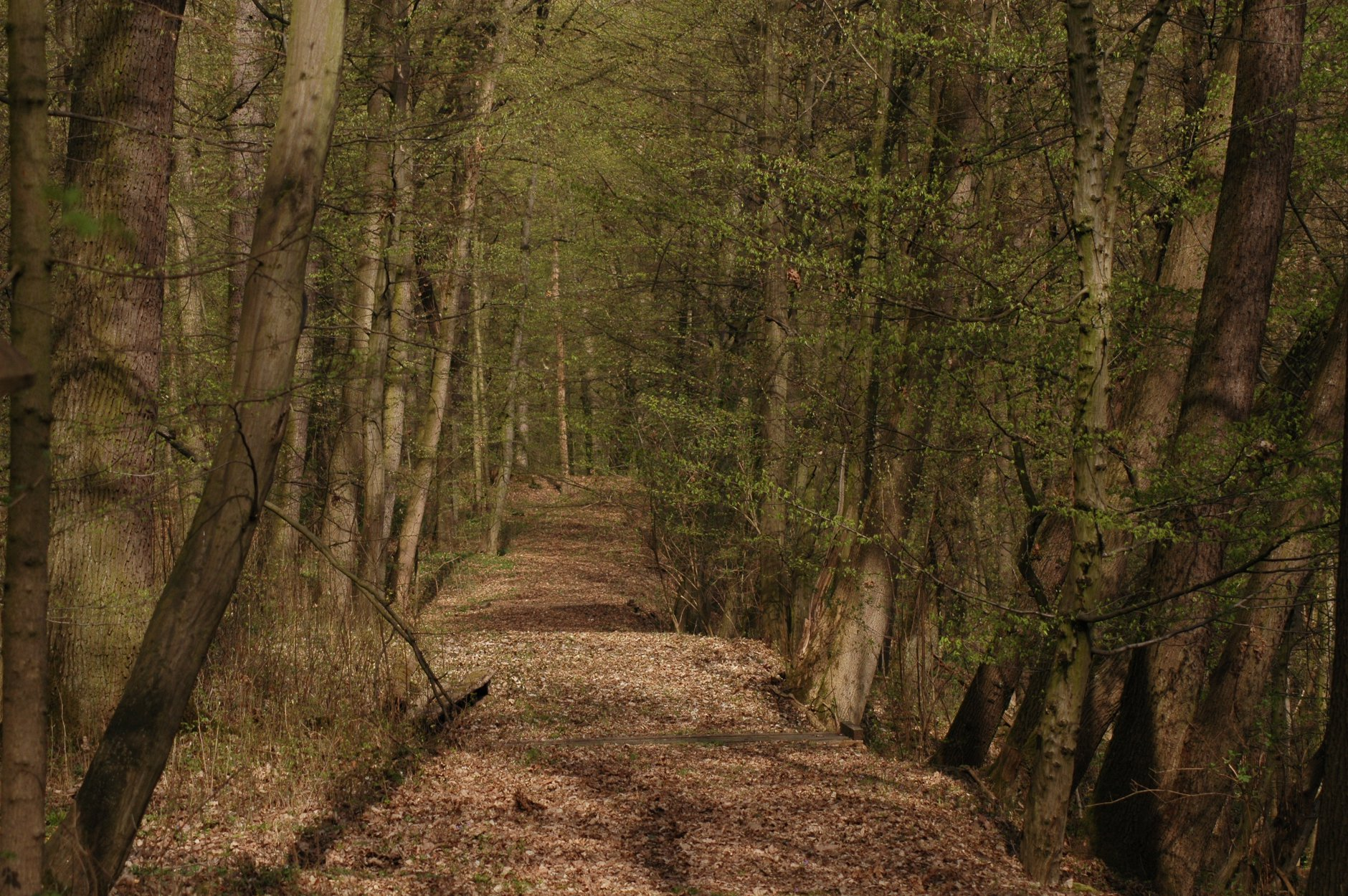
Lesní cesta
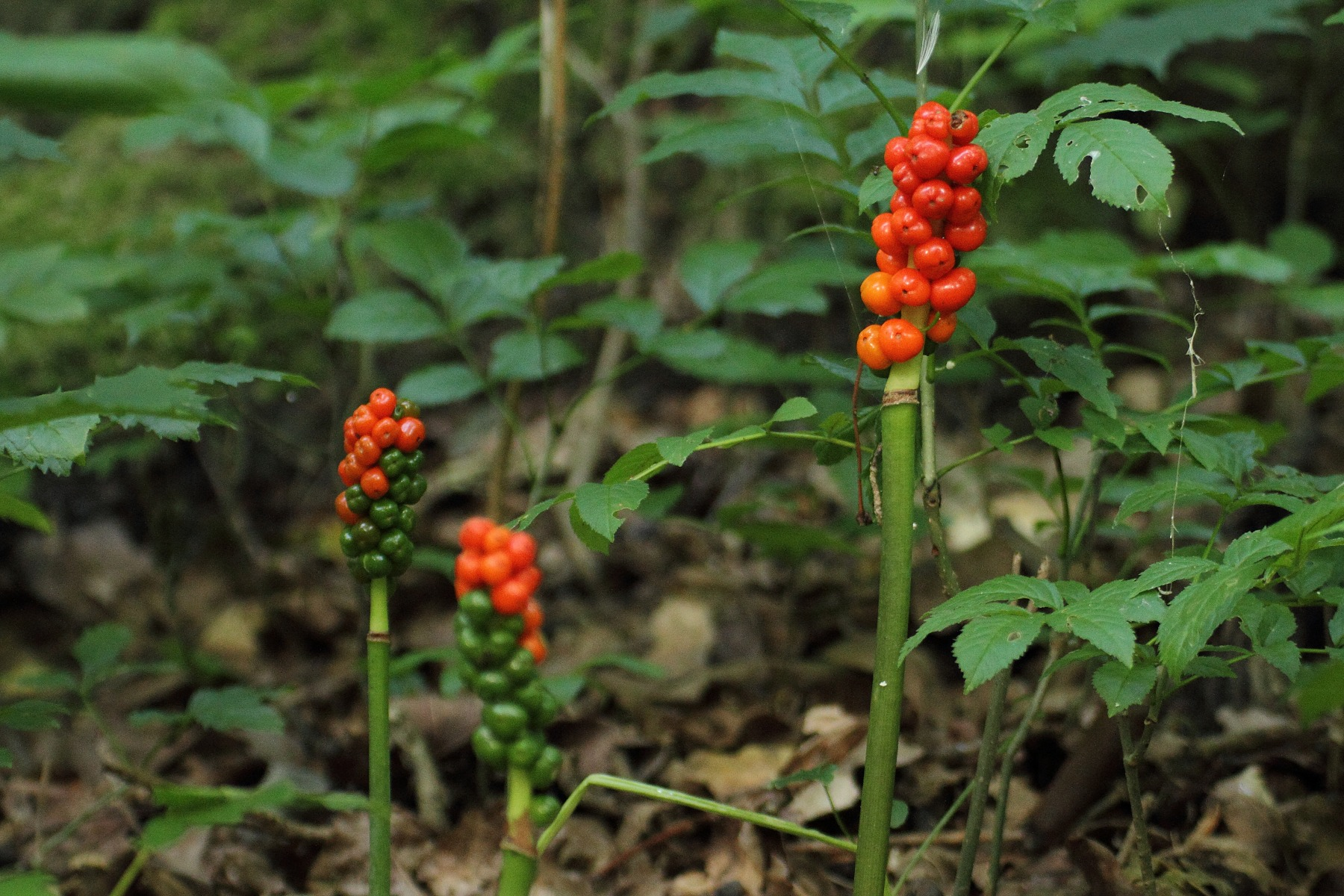
Plody árónu plamatého
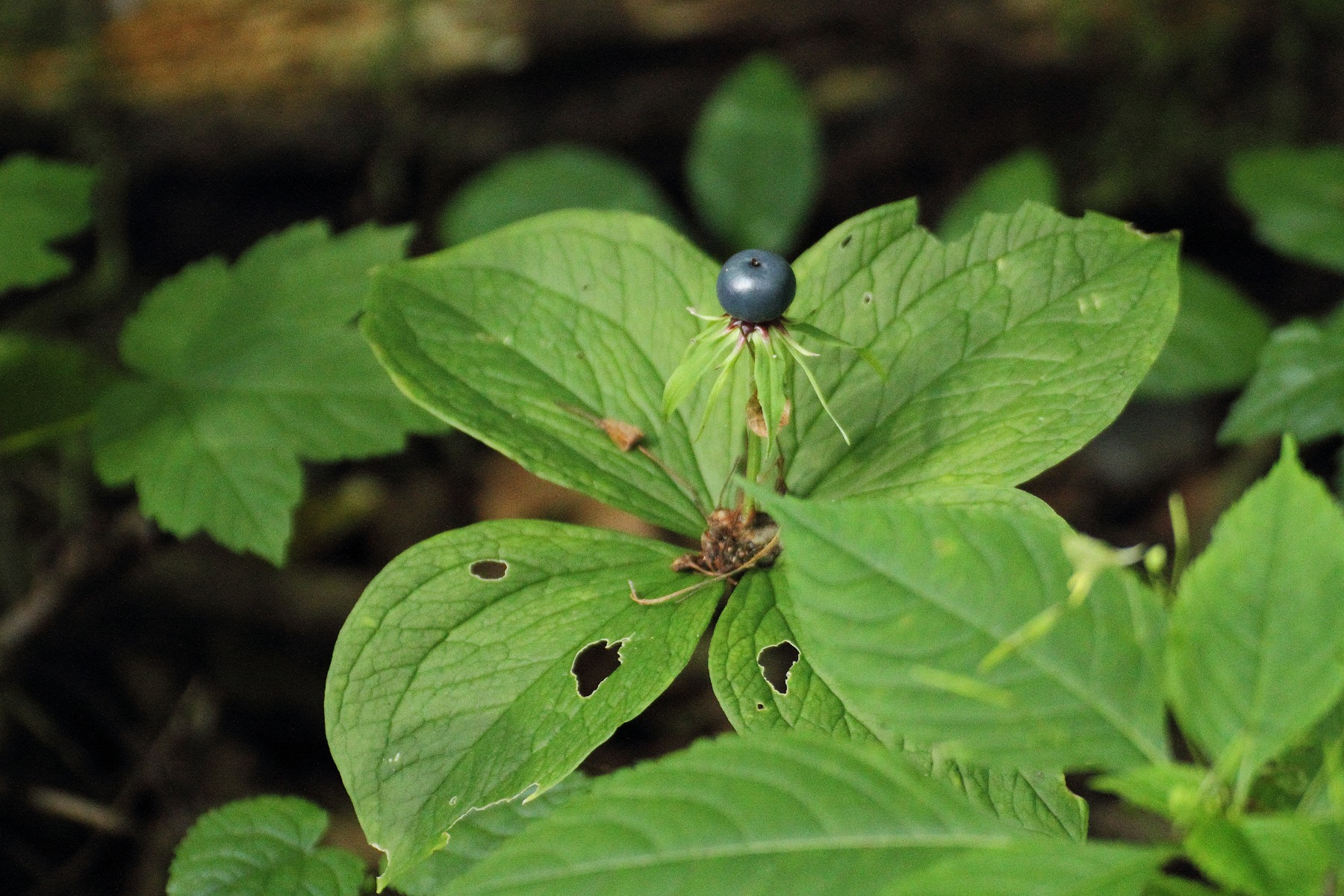
Vraní oko čtyřlisté
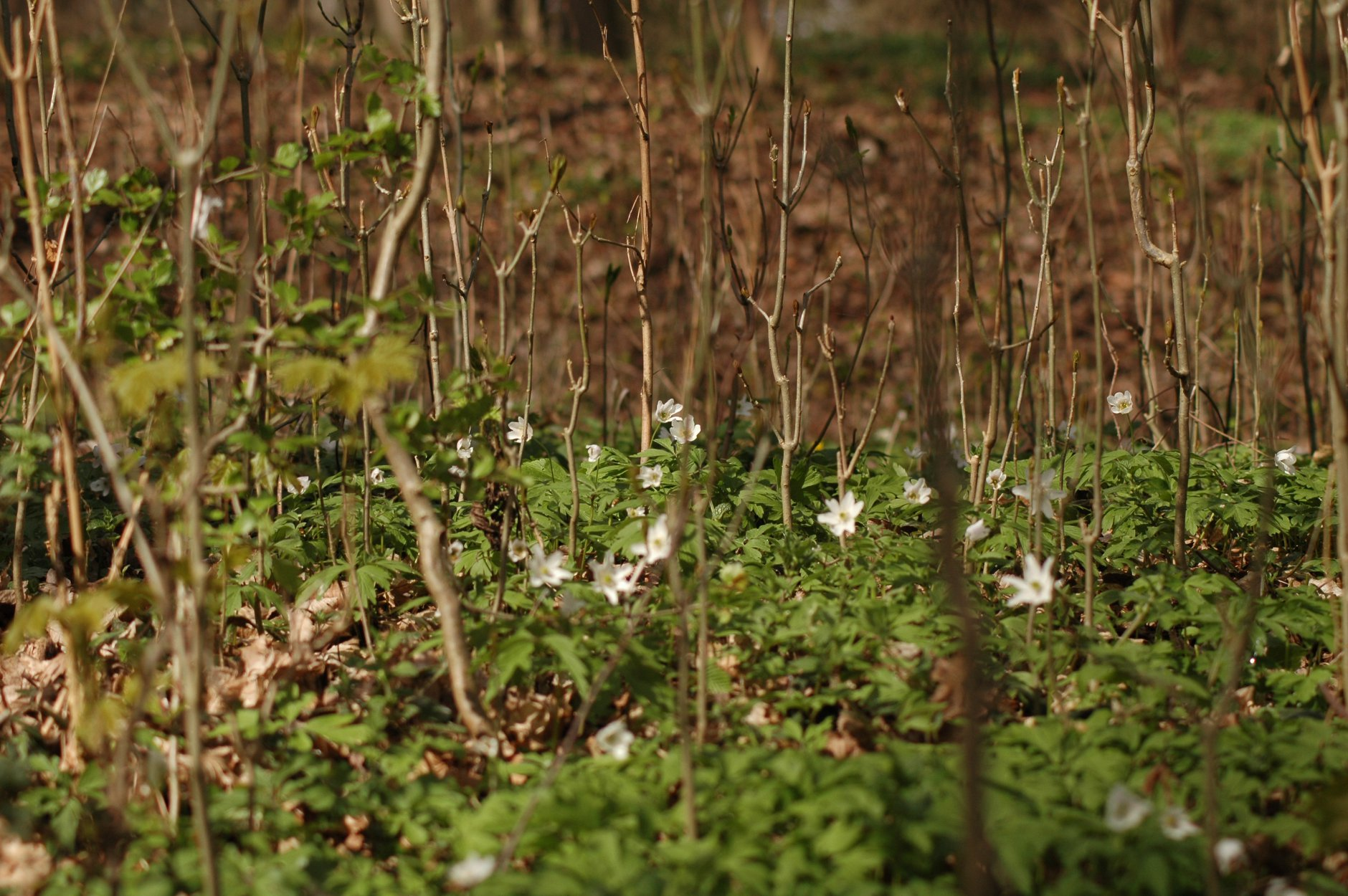
Sasanka hajní
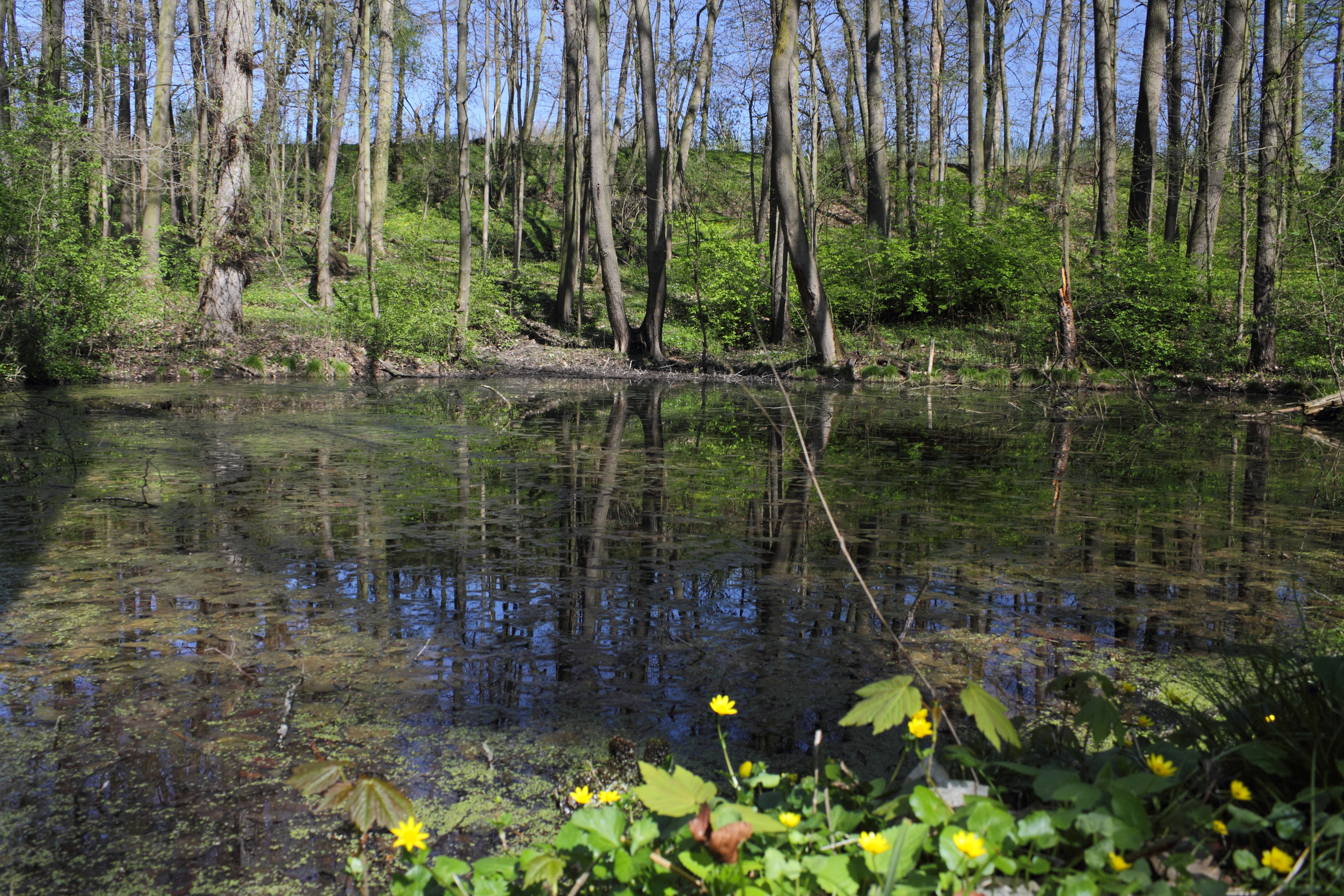
Lesní rybníček
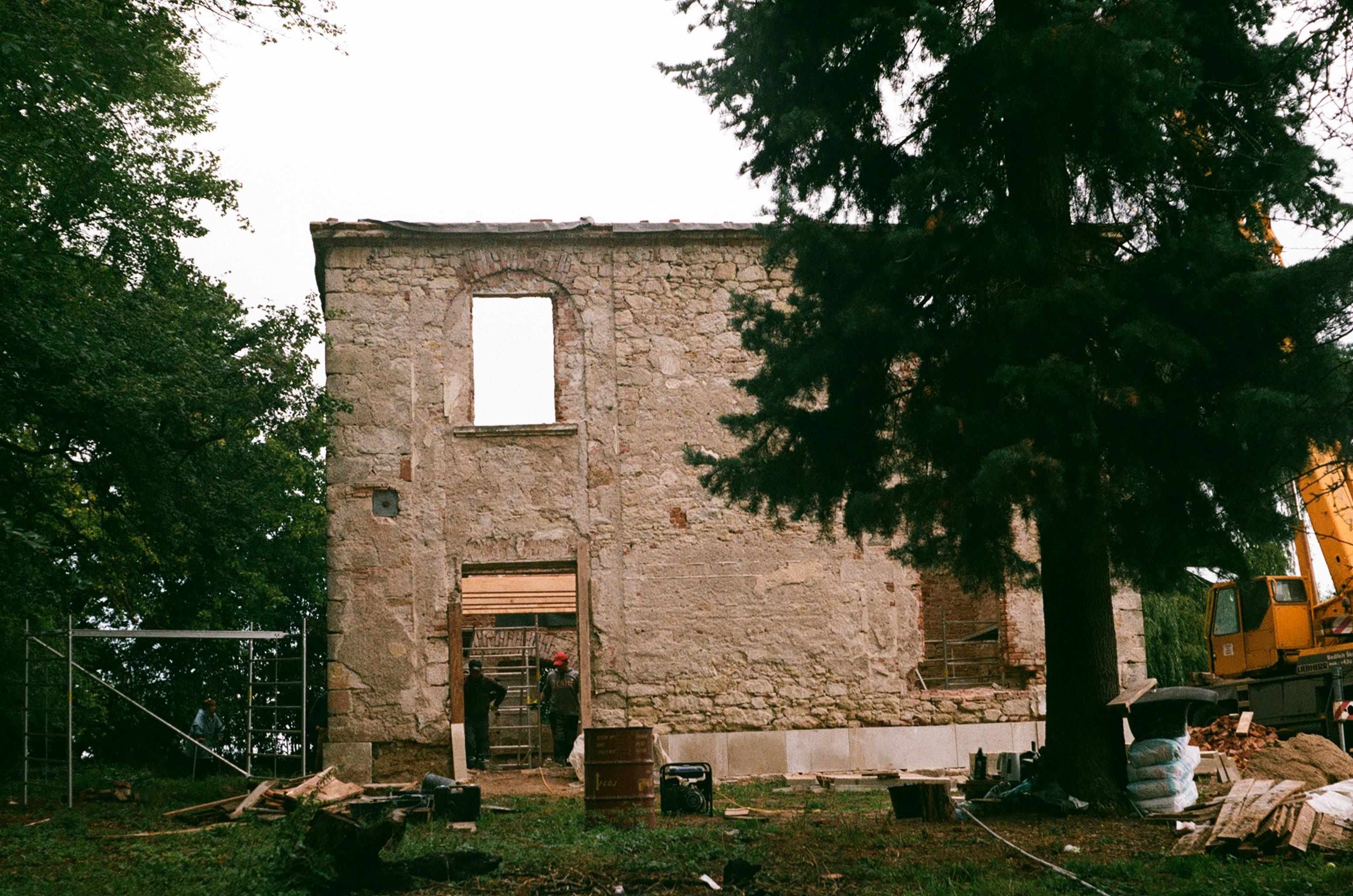
Budova zámečku